# موسیو اهمیت نده
موسیو اهمیت نده (انگلیسی: Monsieur Don't Care) یک فیلم صامت کمدی کوتاه به کارگردانی اسکات پمبروک و جو راک و بازی استن لورل محصول سال ۱۹۲۴ است.